# Guido d'Incisa
Guido d'Incisa anche Guido II o Guido III in alcune cronologie (... – Bistagno, 1373) è stato un vescovo cattolico italiano, vescovo di Acqui dal 1342 fino alla sua morte.

## Biografia
Della famiglia dei marchesi di Incisa Guido nacque da Jacopo, detto il guercio, nella prima decade del XIV secolo; rimasto orfano di madre venne cresciuto dalla seconda moglie del padre, Alasina del Carretto.
Cappellano di papa Benedetto XI fu nominato vescovo da papa Clemente VI il 18 luglio 1342; risale al 17 novembre dello stesso anno il primo documento ufficiale del vescovo quando nel castello di Cavatore confermò al marchese di Ponzone il suo diritto sulle decime di Melazzo come da accordo stipulato dal suo predecessore Ottobono.
Nel 1343 venne incaricato dal papa in qualità di suo legato pontificio di recarsi nella repubblica di Genova per trattare la liberazione del marchese Giorgio del Carretto, missione che andrà a buon fine.
Il 17 marzo 1344, mentre si trovava nella residenza vescovile di Bistagno, ricevette la visita di alcuni nobili acquesi che gli prestarono giuramento a nome della città e, a distanza di pochi giorni, il 27, fecero lo stesso alcuni cittadini insieme all'abate Percivalle della chiesa di San Pietro
Tra le sue opere vi fu il tentativo di riportare in proprio possesso quei beni della Chiesa acquese che sotto i suoi predecessori erano stati ceduti a terzi, tra questi il feudo di Castelletto d'Erro di cui erano stati investiti illegittimamente i marchesi di Ponti. Per rientrare in possesso di Castelletto si mise nelle mani della mediazione di Paganino Bizorero, podestà di Asti, di Alberto marchese di Incisa e di Ughetto di Montechiaro. Cercò in quel periodo anche di ritornare in possesso dei beni di Melazzo e dei diritti vescovili su Rocchetta Palafea, inoltre operò un generalizzato riordino dell'assegnazione dei diritti sulle decime.
Del vescovo Guido d'Incisa rimane una discreta quantità di documentazione che permette anche di avere un occhio d'insieme della condizione della diocesi: in primo luogo dagli elenchi degli ordinandi si può confermare che all'epoca la diocesi di Alessandria fosse ancora priva di un vescovo in quanto i giovani alessandrini dovevano recarsi ad Acqui a ricevere l'ordinazione sacerdotale, inoltre i vari decreti riferiti ai comuni della diocesi indicavano un'estensione maggiore della diocesi rispetto a quella del 1175 andando a includere anche le parrocchie di Fubine, Cuccaro, Solero, Felizzano e Quargnento. Le sue capacità amministrative non passarono inosservate al punto che nel 1365 il vescovo di Betlemme Ademaro lo delegò a suo procuratore presso tutte le chiese in Piemonte e Liguria dipendenti dalla sua diocesi.
Nel 1369, su delega papale, consacrò nella chiesa di Santa Maria di Quinziano presso Nizza un vescovo di Osnabrück.
Durante il suo episcopato concesse indulgenze per la costruzione del cimitero di Rossiglione e finanziò la costruzione di un ospedale intitolato ai Santi Maria e Nicolao a Bistagno.
Nel 1373 morì nel castello di Bistagno; subito dopo la sua morte Giacomo d'Incisa fu eletto vicario capitolare.

## Numerazione del vescovo
Non tutte le cronologie sono concordi sulla numerazione del vescovo Guido. Iozzi e Chiabrera ritengono che vi sia stato un Guido II appena precedente Guido d'Incisa mentre la cronologia di Capra, Eubel e Biorci non ravvisano l'esistenza di quest'altro Guido. Le carte dell'archivio vescovile portano come da prassi il solo nome del vescovo senza alcuna numerazione e dunque non sono d'aiuto. Più dirimenti sono invece i documenti presenti nell'archivio del marchesato d'Incisa dove viene espressamente detto che vi fu un Guido II che fu vescovo negli anni 1340/1370, escludendo l'esistenza di un immediato predecessore omonimo.